# Olexandr Hryhorenko
Olexandr Hryhorenko (* 5. Juli 1988) ist ein ukrainischer Straßenradrennfahrer.

## Karriere
Olexandr Hryhorenko wurde 2009 Zweiter im Einzelzeitfahren der U23-Klasse bei der ukrainischen Meisterschaft und belegte in derselben Disziplin bei der Weltmeisterschaft belegte er den 51. Platz. Von 2011 bis 2014 fuhr Hryhorenko für das ukrainische Kolss Cycling Team. In seinem zweiten Jahr dort gewann er mit dem Team das Mannschaftszeitfahren der Sibiu Cycling Tour. Außerdem belegte er den siebten Platz in der Gesamtwertung des Grand Prix of Sochi. Bei der Tour of Małopolska wurde er 2013 Achter der Gesamtwertung.

## Erfolge
2009
- Ukrainische Meisterschaft – Einzelzeitfahren (U23)

2012
- Mannschaftszeitfahren Sibiu Cycling Tour

## Teams
- 2011 Kolss Cycling Team
- 2012 Kolss Cycling Team
- 2013 Kolss Cycling Team
- 2014 Amore & Vita-Selle SMP